# Río Yoshino
El Yoshino (吉野川 Yoshino-gawa?) es un río de Japón que atraviesa las prefecturas de Kochi y Tokushima. 

## Características
Nace a 1890 m s. n. m. en la ladera de un monte conocido como Kamegamori (瓶ケ森?) de la Ciudad de Saijo en la Prefectura de Ehime y desemboca en la Hidrovía de Kii (紀伊水道 Ki'i suidō?) frente a las costas de la Ciudad de Tokushima en la Prefectura de Tokushima.
El río se forma en el Pueblo de Ino (いの町 Ino-chō?) del Distrito de Agawa (吾川郡 Agawa-gun?) en la prefectura de Kochi y recorre el sur de la Zona Montañosa de Shikoku (四国山地 Shikoku-sanchi?) en sentido este. Posteriormente, en el Pueblo de Ootoyo (大豊町 Ootoyo-chō?) del Distrito de Nagaoka (長岡郡 Nagaoka-gun?) en la prefectura de Kochi cambia su rumbo hacia el norte, atravesando transversalmente la Zona Montañosa de Shikoku. En la Ciudad de Miyoshi (三好市 Miyoshi-shi?), su más extenso afluente, el río Dozan desemboca en él. En la misma ciudad vuelve a cambiar su rumbo hacia el este y continúa su recorrido hasta desembocar en la Hidrovía de Kii, frente a las costas de la Ciudad de Tokushima. 
Entre la población local se lo conocía como río Midochi (三土地川 Midochi-gawa?), que significa "Río de los tres territorios", en referencia a las prefecturas de Ehime, Kochi y Tokushima. En su curso inferior se extiende la Llanura de Tokushima (徳島平野 Tokushima-heiya?).
La cuenca del río Yoshino es la más extensa de la isla de Shikoku y la única que se extiende por las cuatro prefecturas que conforman la isla.
- Datos: Q979774
- Multimedia: Yoshino River / Q979774